# بطنج لبناني
البطنج اللبناني أو الستاكس اللبناني (باللاتينية: Stachys libanotica) نوع نباتي يتبع جنس البطنج من الفصيلة الشفوية.

## الموئل والانتشار
موطنها المشرق العربي وتركيا.

## مرادفات للاسم العلمي
- (باللاتينية: Stachys ciliaris Boiss.)